# 트라이코실산
트라이코실산(영어: tricosylic acid) 또는 트라이코산산(영어: tricosanoic acid)은 화학식이 CH3(CH2)21COOH 인 23개의 탄소로 구성된 긴 사슬의 포화 지방산이다.